# 3109 Machin
3109 Machin este un asteroid din centura principală, descoperit pe 19 februarie 1974 de Luboš Kohoutek.